# دي جي صاوه
دي جي صاوه (بالرومانية: DJ Sava)‏ هو منتج أسطوانات ودي جيه روماني، ولد في 3 أبريل 1973 في بوزاو في رومانيا.